# Swimming (Mac Miller)
Swimming è il quinto album in studio del rapper statunitense Mac Miller, pubblicato il 3 agosto 2018 attraverso le etichette discografiche REMember Music e Warner Records. È stato l'ultimo album ad essere pubblicato da Mac Miller durante la sua vita in quanto il 7 settembre 2018 l'artista ha perso la vita all'età di ventisei anni.
La produzione dell'album è stata curata da Mac Miller stesso insieme a diversi artisti tra cui Dev Hynes, J. Cole, Dâm-Funk, DJ Dahi, Tae Beast, Flying Lotus, Steve Lacy e Cardo. L'album non contiene collaborazioni accreditate, tuttavia sono presenti contributi vocali di sottofondo di Dâm-Funk, Dev Hynes, Snoop Dogg, Syd, Thundercat e JID.
Swimming è stato supportato da tre singoli: Small Worlds, Self Care e What's the Use?. L'album ha ricevuto recensioni generalmente positive dalla critica e ha debuttato alla terza posizione della Billboard 200, oltre ad essere stato nominato ai Grammy Awards 2019 nella categoria di miglior album rap.

## Antefatti
Mac Miller ha iniziato a lavorare a Swimming nel 2016 e lo ha annunciato attraverso i suoi profili sui social media il 12 luglio 2018, rivelando anche la sua data di pubblicazione.

## Descrizione
Durante il progetto è presente spesso il tema della fine della relazione fra Miller e la cantante statunitense Ariana Grande, tema che ispira le riflessioni di Miller sull'amore per se stessi, la guarigione emotiva e la crescita psicologica, temi che Miller aveva affrontato anche nel suo disco precedente The Divine Feminine. Inoltre, The Independent ha affermato che Miller affronta il riconoscimento della sua rabbia in brani come Wings e le insidie della fama in brani come Small Worlds.
Per quanto riguarda la musica, Mosi Reeves di Rolling Stone ha affermato che Swimming è "una continuazione dell'album del 2016 The Divine Feminine, con una vellutata, profonda vibrazione che ricorda la scena soul alternativa di Los Angeles". È stato detto che la canzone So It Goes incorpora "chitarre silenziate e un drone synth spaziale", mentre Wings è stata descritta come "un ampio neo soul slow burner punteggiato dal sospiro occasionale di un violino". NME ha scritto che Ladders è "un vivace bop pronto per la radio, che vede le sue barre scivolare attraverso gloriose linee di ottone e riff tormentoni".

## Uscita e promozione
Swimming è stato pubblicato in tutto il mondo dalla Warner Records il 3 agosto 2018, tra gli altri album di alto profilo, come Astroworld di Travis Scott e Stay Dangerous di YG. Miller ha eseguito Ladders al The Late Show  il 13 agosto 2018.
Miller ha annunciato il The Swimming Tour il 23 luglio 2018, con Thundercat e JID come suoi atti di apertura. Il tour prevedeva 26 spettacoli in tutto il Nord America, a partire da San Francisco il 27 ottobre 2018 e per concludersi a Vancouver il 10 dicembre 2018. È stato cancellato dopo la morte di Miller il 7 settembre 2018.

## Accoglienza
Swimming ha ricevuto recensioni generalmente positive dalla critica. Su Metacritic, che assegna una valutazione normalizzata su 100 alle recensioni delle pubblicazioni principali, l'album ha ottenuto un punteggio medio di 78, basato su 13 recensioni. Meaghan Garvey di The Guardian ha descritto Swimming come "un disco paziente nel suono e nel concetto" e "un viaggio ambizioso di 13 canzoni verso l'auto-accettazione, che non si esaurisce nel trionfo". Colin McGowan di The AV Club si è complimentato con la produzione e la consegna vocale dell'album: "Miller suona alla grande quando si lamenta, gracchiando e allungando sillabe. La sua produzione gli permette di fare molto." Evan Rytlewski di Pitchfork ha concluso: "Un album con nient'altro che tempo a disposizione e la comprensione che la guarigione è un processo lento e noioso, Swimming è il più coinvolgente quando dettaglia le cose semplici che Miller si dice di mantenere alto il morale". A Kyle Mullin di Exclaim! è piaciuto l'album, e ha detto:" Sia che Miller stia cantando su quei momenti salienti infusi dal funk, o rappando su di loro con un flusso che è ermetico per i loro ritmi irresistibili, suona come un aspirante topper di carte, per non parlare di uno degli artisti hip-hop più versatili e abili che lavorano oggi." Per NME, Hannah Mylrea ha concluso: "Swimming non è quello che ti aspetteresti da Miller quando ha iniziato a lanciare mixtape oltre un decennio fa, ma non importa. Questo album mostra la sua crescita sia come artista, sia come persona che è hanno dovuto fare i conti con gli aspetti più privati della loro vita sezionati pubblicamente. È un'affermazione artistica stellare - anche se un po' troppo lunga".
Mosi Reeves di Rolling Stone ha scritto che Swimming come "l'album più influente della sua carriera", sebbene abbia notato una mancanza di profondità lirica: "Se fosse in grado di far emergere quei demoni con dettagli più vividi e aggiungere trama ai suoi testi invece di usarli semplicemente come un dispositivo ritmico, quindi potrebbe avere ancora un album veramente classico in lui. Ma se Swimming non raggiunge la grandezza, si collega. Puoi sentire il suo dolore e la sua perseveranza, anche se fa fatica a dirlo in parole." Neil Z. Yeung di AllMusic ha concluso che "Swimming è la prova evidente che Miller può raccogliere i pezzi e continuare ad evolversi, la sua comprensione dell'hip-hop riflessivo e introspettivo diventa più forte dall'album. Trey Alston di Highsnobiety ha concluso che Swimming è "l'autentico album di autodistruzione che molti artisti hanno già tentato prima. Qui, Mac è in forma rara, e racconta la sua distruzione e rinascita in un modo che mostra il suo riconoscimento del percorso da percorrere, ma riluttanza a calpestarlo senza la certezza della compagnia alla fine. Se alla fine continui a percorrere quel percorso dipende da lui, ma il Mac che è descritto su Nuoto si farà strada dall'oscurità."

### Riconoscimenti
| Cerimonia          | Categoria         | Risultato  |
| ------------------ | ----------------- | ---------- |
| Grammy Awards 2019 | Miglior album rap | Nomination |

## Successo commerciale
Negli Stati Uniti, Swimming ha debuttato al numero tre della Billboard 200 con 66.000 unità equivalenti all'album, che includeva 30.000 vendite di album puri nella sua prima settimana. Serve come quinto album consecutivo tra i primi cinque negli Stati Uniti.
Dopo la morte di Miller il 7 settembre 2018, l'album è passato dal numero 71 al numero 6 della Billboard 200 con 67.000 unità equivalenti all'album, di cui 15.000 nelle vendite di album. Inoltre, tre brani dell'album sono entrati nel Billboard Hot 100 degli Stati Uniti : Self Care (numero 33), Hurt Feelings (numero 70) e Come Back to Earth (numero 91). Self Care è diventata la canzone più rappresentativa di Miller come artista principale e il secondo più alto in assoluto, dietro The Way di Ariana Grande con Miller (2013; numero 9).
In Australia, Swimming ha aperto al numero 21 della classifica degli album ARIA, diventando il terzo album migliore di Miller nel paese. In Canada, Swimming ha debuttato al numero quattro della Canadian Albums Chart. Serve come quinto album consecutivo nella top 10 dei Miller nel paese. Nel Regno Unito, l'album ha debuttato al numero 37 della UK Albums Chart, diventando il primo album top 40 del rapper in classifica.

## Tracce
1. Come Back to Earth – 2:41 (Malcolm McCormick, Jon Brion, Jeff Gitelman)
2. Hurt Feelings – 4:05 (McCormick, Jermaine Cole, Paul Williams, Devonte Hynes, Brion, Roger Nichols, O'Donel Levy)
3. What's the Use? – 4:48 (McCormick, David Pimentel, Damon Riddick, Calvin Broadus, Stephen Bruner)
4. Perfecto – 3:35 (McCormick, Terry Watson, Brion)
5. Self Care – 5:45 (McCormick, Dacoury Natche, Eric Dan, Destin Route, Erica Wright, Jahmal Cantero, Hynes, Tyler Mason, Peter Mudge)
6. Wings – 4:10 (McCormick, Alejandro Manzano)
7. Ladders – 4:47 (McCormick, Pimentel, Gitelman, Brion, Mudge, Kenneth Whalum)
8. Small Worlds – 4:31 (McCormick, Carter Lang, Donte Perkins, Aja Grant, Brion, John Mayer)
9. Conversation Pt. 1 – 3:30 (McCormick, Ronald LaTour, Daveon Jackson, Steven Ellison, Brock Korsan)
10. Dunno – 3:57 (McCormick, Jonathan Wayne, Brion)
11. Jet Fuel – 5:45 (McCormick, Natche, Steve Lacy, Chris Lane, Philip Thomas, John MacGillivray)
12. 2009 – 5:47 (McCormick, Eric Gabouer, James Harris, Terry Lewis, George Jackson, Chanté Moore, Grant, James Wright, Brion)
13. So It Goes – 5:12 (McCormick, Brion)

Note
- What's the Use? contiene vocali di sottofondo di Thundercat, Syd, Dâm-Funk e Snoop Dogg.
- Self Care contiene vocali di sottofondo di JID e Dev Hynes.

Campionamenti
- Hurt Feelings contiene un campionamento di Nigerian Knight di O'Donel Levy e un'interpolazione di We've Only Just Begun dei The Carpenters.
- Self Care contiene un campionamento di On & On di Erykah Badu.
- Jet Fuel contiene un campionamento di The Stopper (Original Mix) di Cutty Ranks.
- 2009 contiene un campionamento di Chanté's Got a Man di Chanté Moore.

## Classifiche

### Classifiche settimanali
| Classifica (2018-23) | Posizione massima |
| -------------------- | ----------------- |
| Australia            | 7                 |
| Austria              | 35                |
| Belgio (Fiandre)     | 15                |
| Belgio (Vallonia)    | 73                |
| Canada               | 4                 |
| Danimarca            | 13                |
| Finlandia            | 27                |
| Francia              | 42                |
| Germania             | 54                |
| Grecia               | 62                |
| Irlanda              | 14                |
| Italia               | 89                |
| Norvegia             | 15                |
| Nuova Zelanda        | 13                |
| Paesi Bassi          | 9                 |
| Regno Unito          | 17                |
| Repubblica Ceca      | 9                 |
| Stati Uniti          | 3                 |
| Svezia               | 20                |
| Svizzera             | 23                |
| Ungheria             | 32                |

### Classifiche di fine anno
| Classifica (2018) | Posizione |
| ----------------- | --------- |
| Stati Uniti       | 107       |
| Classifica (2019) | Posizione |
| Stati Uniti       | 77        |
| Classifica (2021) | Posizione |
| Nuova Zelanda     | 49        |
| Stati Uniti       | 102       |
| Classifica (2022) | Posizione |
| Belgio (Fiandre)  | 181       |

### Classifiche di fine decennio
| Classifica (2010-19) | Posizione |
| -------------------- | --------- |
| Stati Uniti          | 133       |